# 特雷斯兰舒斯
特雷斯兰舒斯是巴西戈亚斯州的一个市镇。总面积282.064平方公里，总人口3894人，人口密度13.8人/平方公里。